# Los chulos son pa' cuidarlos
Los chulos son pa' cuidarlos es el primer álbum grabado, debut discográfico para el sello Hispavox, del cantautor español Alejandro Sanz en 1989. 
Alejandro Sanz firmó este primer disco de su trayectoria bajo el seudónimo Alejandro Magno. El álbum, producido por Luis Miguélez y Miguel Ángel Arenas "Capi", fue grabado en tres semanas. Ofrece un estilo de música "Flamenco-Techno".
Este álbum fue poco conocido, y fue recibido con indiferencia por el público y la prensa musical. Hoy en día es una pieza de coleccionista difícil de conseguir ya que solo salieron quinientas a la venta. Los derechos eran propiedad de la compañía musical EMI, pero tras tomar la decisión de no reeditarlo, José Barroso (propietario de Don Algodón) compró los derechos y se los regaló a Alejandro Sanz. 
Según Miguel Ángel Arenas “Capi”, productor del disco, a Alejandro Sanz no le gusta hablar sobre este disco, ya que para él, "es insignificante" por comparación al resto de su trayectoria.

## Lista de canciones[6]
1. Los chulos son pa' cuidarlos - 2:50
2. Tomasa - 2:54
3. El apartamento - 3:32
4. Se busca un lío - 2:25
5. Doña Marina - 3:35
6. Tom Sawyer - 3:00
7. Señor papá - 3:29
8. Cuando navegamos - 3:24
9. Micaela - 2:50
10. Ajaulilí - 3:17